# Urlaub auf Sylt
Pour plus de détails, voir Fiche technique et Distribution.
Urlaub auf Sylt (en français Vacances à Sylt) est un film de montage documentaire est-allemand réalisé par Annelie Thorndike et Andrew Thorndike sorti en 1957.

## Synopsis
Quiconque souhaite passer des vacances tranquilles et reposantes en République fédérale d'Allemagne en 1957 doit se rendre à la mer du Nord en passant la chaussée Hindenburg jusqu'à l'île de Sylt, l'une des Îles frisonnes septentrionales, dans laquelle se situe la commune de Westerland. Le caméraman filme dans son bureau le bourgmestre Heinz Reinefarth, qui fut élu à ce poste en 1951 grâce aux votes de l'Union chrétienne-démocrate d'Allemagne et du Bloc des réfugiés, où il est un homme discret, même s'il mérite davantage d'attention, car il n'a pas toujours été bourgmestre.
Pendant près de deux décennies de sa vie, jusqu'au 8 mai 1945, il portait le numéro SS 56634. L'organe Das Schwarze Korps, écrivait le 16 novembre 1944 à propos du SS-Gruppenführer et lieutenant général de la police Reinefarth qu'il est devenu un combattant confirmé de la vieille garde du Gau Ostpreußen et qu'il a reçu la croix de chevalier de la croix de fer des mains du chef Adolf Hitler lors de la bataille de France. Mais il était destiné à des tâches plus élevées et il devint donc inspecteur général de l'administration du vice-protecteur du Reich dans le protectorat de Bohême-Moravie. Le Reichsführer-SS Heinrich Himmler le nomma chef principal des SS et de la police de la section SS du Reichsgau Wartheland, qui se couvra de fosses communes pendant cette période.
Quand l'Armée rouge franchit la frontière polonaise, les plus hauts dirigeants allemands de Varsovie sont devenus visiblement nerveux. La machine d'extermination tourne à plein régime, les chasses à l'homme se succèdent, les convois quittent Varsovie, qui en est à sa cinquième année d'occupation, pour une destination inconnue. Le moment est maintenant venu pour les citoyens restants de préparer un soulèvement pour mettre fin aux destructions commises par les occupants allemands. Des images de Die Deutsche Wochenschau montrent comment les troupes allemandes, équipées d'armes offensives lourdes, ont combattu brutalement l'insurrection de Varsovie qui a commencé le 1er août 1944, puis ont pris d'assaut les bâtiments restants. Des unités SS sont également déployées avec des armes perforantes, dont la direction générale est entre les mains du général de police Reinefarth. Comme preuve de l'implication du groupe de combat Reinefarth dans les massacres ultérieurs contre des civils polonais, sont lues les déclarations manuscrites de l'ancien sous-officier allemand Willi Fiedler, qu'il a consignées dans un camp de prisonniers de guerre à Bruxelles, y compris des dessins de scènes de crime. Selon la déclaration de Fiedler, environ 5 000 Polonais sont assassinés sur ce seul site et il sait qu'il y en avait plusieurs à Varsovie. Le 30 septembre 1944, le Führer décerne la Croix de chevalier en feuilles de chêne de la Croix de fer à Heinz Reinefarth en tant que 608e soldat.
Après la Seconde Guerre mondiale, le gouvernement polonais exige l'extradition du criminel de guerre Reinefarth. Le 24 juillet 1950, le major anglais Buchanan de Bad Salzuflen lui répond que l'extradition est hors de question pour des raisons de sécurité.

## Fiche technique
- Titre : Urlaub auf Sylt
- Réalisation : Annelie Thorndike, Andrew Thorndike assistés de Klaus Alde
- Scénario : Annelie Thorndike, Andrew Thorndike
- Musique : Paul Dessau
- Photographie : Walter Fuchs
- Montage : Ella Ulrich
- Société de production : DEFA Studio für Wochenschau und Dokumentarfilme (Berlin-Johannisthal/Ost)
- Société de distribution : Progress Film-Verleih
- Pays de production :  Allemagne de l'Est
- Langue : allemand
- Format : Noir et blanc - 1,33:1 - mono - 35 mm
- Genre : Documentaire
- Durée : 19 minutes
- Dates de sortie :
  - Allemagne de l'Est : 1er septembre 1957

## Distribution
- Irmgard Düren : narratrice
- Gerry Wolff : narrateur
- Raimund Schelcher : narrateur

## Production
En mai 1957, une Volkswagen grise avec une plaque d'immatriculation munichoise et une affiche du Süddeutsche Kulturfilm München-Augsburg traverse pendant plusieurs jours l'île de Sylt, dans la mer du Nord. Les deux voyageurs semblent uniquement intéressés à filmer les beautés de l'île et de la station balnéaire de Westerland. Finalement, ils rendent visite au bourgmestre, qui suit volontiers les indications scéniques.
Urlaub auf Sylt est tourné comme un film en noir et blanc et est le premier film de la série Archive sagen, dont la première a lieu le 1er septembre 1957. Le film est diffusé pour la première fois par Deutscher Fernsehfunk le 10 septembre 1957.
Lorsque le bourgmestre Reinefarth apprend qu'il est présenté dans les cinémas et à la télévision de la RDA comme le « bourreau de milliers de Polonais » et comme un « meurtrier qui a fait carrière », il recherche en vain les origines des deux caméramans. Pour se disculper, il affirme que les documentaristes Thorndike avaient simplement laissé de côté tout ce qui ne rentrait pas dans leur film, reconstituant ainsi une image irrégulière de son histoire. Son audition de dénazification devant la commission principale du tribunal n'est pas du tout mentionnée dans le film. Devant le tribunal, il fut cependant acquitté « de toute culpabilité pour tout crime ».